# Conceição (Faro)
Pour les articles homonymes, voir Conceição.
Conceição est une ancienne paroisse civile portugaise (en portugais : freguesia) de la municipalité de Faro en Algarve.
La loi no 11-A/2013 du 28 janvier 2013, portant réorganisation administrative du territoire des freguesias, fusionne Conceição avec la paroisse voisine de Estoi pour former l'União das freguesias de Conceição e Estoi. Son siège est à Conceição.